# باکبیونگسان
باکبیونگسان (به لاتین: Baekbyeongsan) یک تپه در کره جنوبی است که در کره جنوبی واقع شده‌است. باکبیونگسان ۱٬۲۵۹٫۳ متر بالاتر از سطح دریا واقع شده‌است.